# 牧村僚
牧村僚（まきむら りょう、1956年-　）は、官能小説作家。東京都生まれ、筑波大学第一学群自然学類卒業。フォークミュージシャンを目指していたが叶わず、芸能プロダクション勤務などを経て音楽ライターとなる。1991年フランス書院文庫より書き下ろしを刊行し官能小説家に転向。当初は少年を主人公とした近親相姦ものを数多く手がけた。2000年から、竹書房文庫、双葉文庫、徳間文庫などにも執筆。「ふともも作家」の異名をとる。現在著作は100冊を超える。作家・高橋源一郎から高く評価されている。日本推理作家協会会員。
2007年に脳梗塞で倒れ、以後、右半身に麻痺が残っている。

## 著書の一部
（特に記載のないものはフランス書院文庫）
- 姉と叔母個人教授 1991.2
- 義母特別授業 1991.7
- 熟妻と少年個人授業 1991.10
- 義母と叔母と少年 1992.1
- 美母と美姉  1992.4
- 女家庭教師と少年　秘密授業 1992.8（1996年にはフランス書院コミック文庫より『いけないお姉さん、好きですか』として、飛鳥弓樹によってコミック化、また徳間文庫からも2009年に『秘密授業―家庭教師と少年』と改題され発売されている）
- 叔母  1992.11
- 実姉 1993.2
- 美母・誘惑授業 1993.5
- 特別教授  1993.8
- 淫指戯（みだらしぎ）1993.11
- 人妻・少年狩り 1994.5
- 淫妻 上下 1994.5
- 若叔母・二十八歳 1994.9
- 熟妻と家庭教師 1995.3
- 羞恥刑執行人 1995.6
- 下着授業  1995.9
- 熟母交姦 1996.3
- 濡母日記  1996.6
- 少年と未亡人ママ 1996.9
- ママと美少年・秘密の淫姦教育 1996.11
- 義母のふともも魔性の旋律 1997.3
- 未亡人叔母・三十一歳 1997.6
- 未亡人女教師 1997.8
- 美母・秘蜜教室 1997.12
- 麗母・誘惑ふともも倶楽部 1998.4
- 熟母女医 1999.1
- 麗母響子・淫性と魔性 1999.4
- 誘母と媚妻  1999.6
- 隣人妻が仕掛ける姦の罠 1999.8
- 人妻美人課長 1999.11
- ママと担任女教師と少年  2000.2
- ママと僕  2000.4
- ママは美妻 2000.7
- いけないお姉さん、好きですか!? 家庭教師貴和子の秘密授業 フランス書院　2000.9 (Napoleon xx novels)（『女家庭教師と少年　秘密授業』を改稿）
- 誘惑秘密残業  2000.11 フランス書院 (ロマンZ図書館)
- 僕の姉は人妻 2001.1
- 人妻誘惑営業　フランス書院 2001.3 (ロマンZ図書館)
- 受験慰安母 2001.3
- フーゾク探偵 2001.5 (祥伝社文庫)
- 僕のママと同級生のママ 2001.7
- 隣人は若未亡人 2001.9
- 秘戯めまい 2002.1 (祥伝社文庫)
- 美姉・魅惑のランジェリー  フランス書院, 2002.1 (Napoleon xx novels)
- 熟女アルバム 2002.2
- 美唇義母 2002.8
- 高校教師 フランス書院 2002.12 (マスターズ文庫)
- 淑女淫戯 2004.3 (双葉文庫)
- 痴態  ミリオン出版 2004.6 (大洋文庫)
- 淫望の街  2004.8 (双葉文庫)
- 乱熟の人妻  2004.10 (竹書房ラブロマン文庫)
- 蜜謀の爪 2004.12 (双葉文庫)
- 人妻復活祭 2005.2 (双葉文庫)
- 熟女相談室 2005.4
- 人妻宅配便 2005.10 (竹書房ラブロマン文庫)
- 熟女の姦計 2007.1 (桃園文庫)
- 人妻再生委員会 2007.4 (廣済堂文庫)
- 人妻生足クラブ  2007.5 (桃園文庫)
- 桃色同窓会 2007.5 (竹書房ラブロマン文庫)
- やさしい雨 2007.9 (徳間文庫)
- 人妻取扱説明書 2008.2 (廣済堂文庫)
- 禁愛 2008.2 (双葉文庫)
- ももずり 2008.3 (徳間文庫)
- 艶がたり 2008.4 (双葉文庫)
- 人妻家庭教師協会 　2008.7　広済堂文庫
- 秘密授業―家庭教師と少年　2009.2　徳間文庫　フランス書院版『女家庭教師と少年　秘密授業』改題